# Room- of Meerburgerpolder
De  Room- of Meerburgerpolder was een polder en waterschap op het grondgebied van de huidige gemeenten Leiden en Zoeterwoude in de Nederlandse provincie Zuid-Holland.
De polder lag ingeklemd tussen de Kleine Cronesteinse of Knotterpolder, de Roomburgerwetering (huidig Rijn-Schiekanaal), de Hoge Rijndijk en de Meerburgerwetering.
Het waterschap was verantwoordelijk voor de vervening, drooglegging en later de waterhuishouding in de polders.
Door verstedelijking doet nu vrijwel niets meer aan de oude polder denken. Het gebied wordt doorsneden door de spoorlijn Woerden - Leiden en de snelweg A4. In Leiden zijn de wijken Meerburg en Roomburg gebouwd en aan de Zoeterwoudse kant wordt op het moment de strook tussen de Meerburgerwetering en de snelweg volgebouwd. Hiervoor moest de Meerburgermolen wijken.

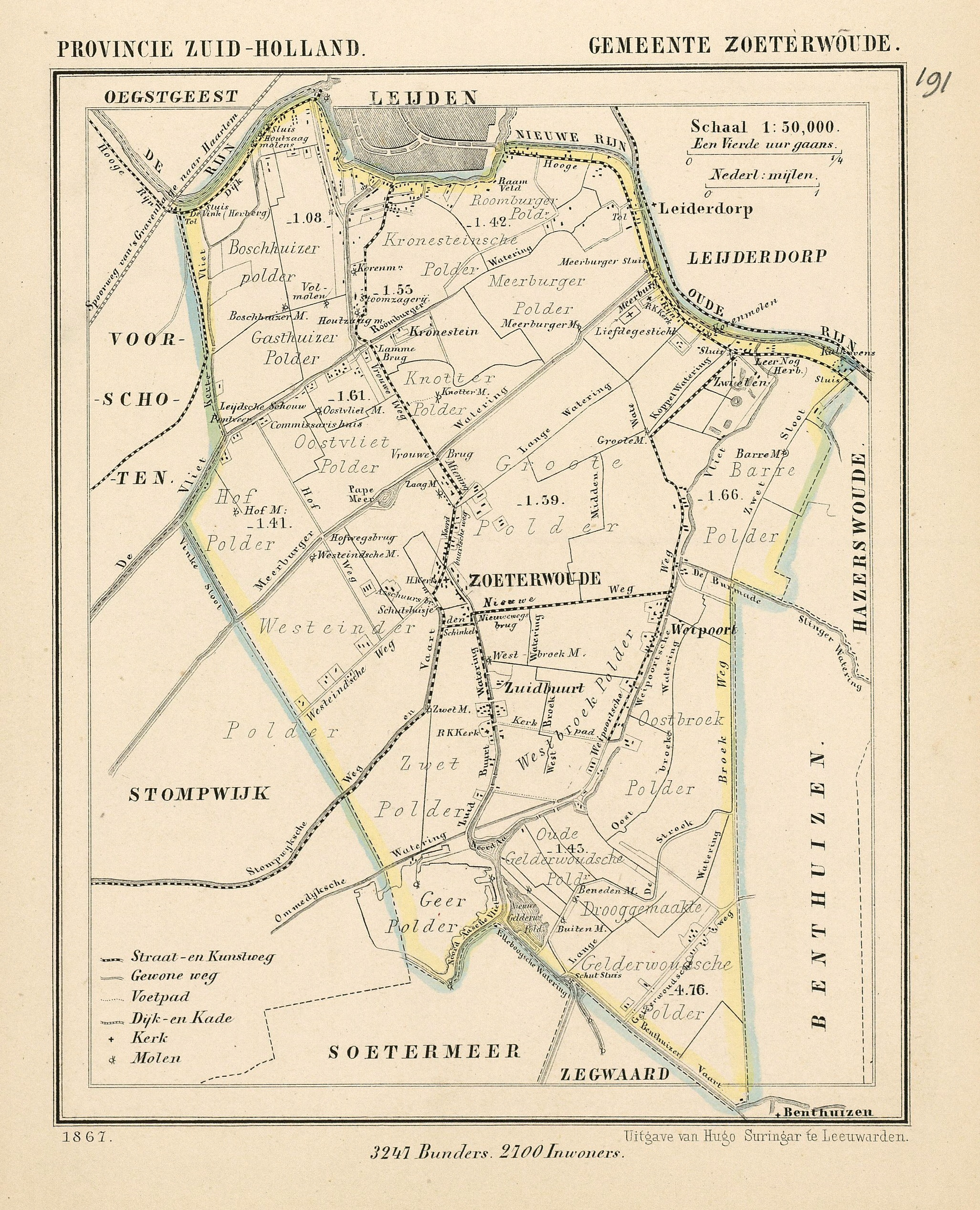
De Roomburger Polder en Meerburger Polder worden nog afzonderlijk vermeld en lagen nog in de gemeente Zoeterwoude op deze kaart uit 1867.